# Google Fotos
Google Fotos é um serviço de compartilhamento e armazenamento de fotos desenvolvido pelo Google. Foi anunciado em maio de 2015 e substituiu o Picasa. 
O Google Fotos iniciou em 2015 oferecendo aos usuários armazenamento gratuito e ilimitado de fotos com até 16 megapixels e vídeos com resolução de até 1080p. Hoje não há mais uso gratuito ilimitado. Após cinco meses no ar, o Google Fotos chegou a cem milhões de usuários mensais, duzentos milhões após um ano e quinhentos milhões em maio de 2017, com o Google anunciando que mais de 1,2 bilhão de fotos são postados no serviço diariamente. Possui vários recursos, como edição de fotos e compartilhamento de álbuns. Os usuários podem criar animações, colagens, vídeos e panoramas, ou até mesmo histórias, tudo a partir das fotos armazenadas. No Android, pode-se liberar espaço ao excluir fotos que já estejam carregadas na internet. É possível criar álbuns e organizar fotos; em alguns casos, o Google Fotos, ao usar o local e a hora das fotos, criará algumas coleções automáticas. É possível, também, criar álbuns compartilhados que podem ser vistos por qualquer pessoa que tenha o link daquele álbum.
Em 24 de julho de 2019, o Google Fotos lançou o Galeria Go,  um aplicativo parecido com o Google Fotos, mas pensado fundamental no seu uso offline e no uso de pouco armazenamento, onde acompanha o sistema de detectar alguns elementos e separa-los, como ocorre no Google Fotos.